# Kalle Bäck
För den kristdemokratiske politikern med samma namn, se Kalle Bäck (politiker)
Karl "Kalle" Simon Bäck, född 1 juni 1949 i Ödeshögs församling, Östergötlands län, är en svensk professor i historia.

## Biografi
Bäck blev fil. kand. 1976 vid Linköpings universitet och disputerade 1984 vid Stockholms universitet på avhandlingen Bondeopposition och bondeinflytande under frihetstiden. Han är professor i historia vid Linköpings universitet och prefekt för Institutionen för studier av samhällsutveckling och kultur, ISAK.
Bland hans mer uppmärksammade böcker märks Det svenska dasset – inte bara en skitsak och Den besvärliga svärmodern – myt, nidbild eller verklighet.
Bäck har även varit landstingspolitiker för Moderaterna i Östergötlands läns landsting.